# Ceix

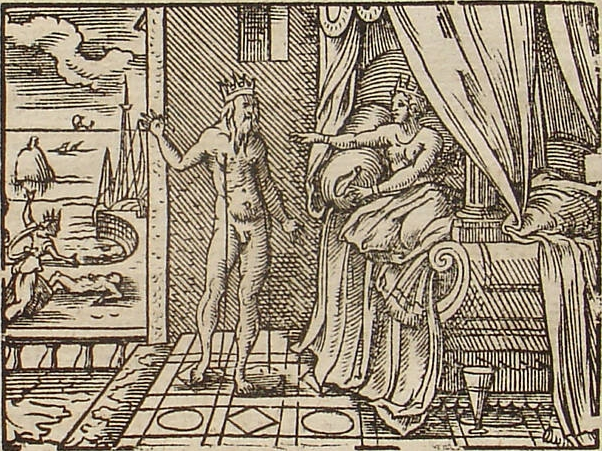
Morfeo se aparece a Alcíone con la forma de Ceix.

En la mitología griega, Ceix o Ceice (en griego, Κήυξ) era un rey de Traquis en Tesalia, descrito como un hijo de Eósforo. Se casó con Alcíone, ora hija de Eolo Helénida, ora hija de Eolo Hipótada, guardián de los vientos.Otra tradición, sin embargo, imagina a Ceix como uno de los hijos de Eolo, sin especificar la consorte. Su hermano era Dedalión.

## Ceix y Alcíone
Hay dos versiones distintas de la leyenda de Ceix y Alcíone. La versión de Ovidio e Higino nos dice que Ceix marchó a Claros (Jonia) para consultar un oráculo, pero naufragó durante la travesía, ahogándose. Sabiendo de la muerte de su esposo por Morfeo, Alcíone se arrojó al mar. Apiadándose de ellos, los dioses transformaron a la pareja en alciones. Se cuenta que cuando estas aves hacían su nido en la playa las olas amenazaban con destruirlo. Eolo contenía sus vientos y hacía que las olas se calmasen los siete días anteriores al día más corto del año (y varios después), para que pudiesen poner sus huevos. Estos días pasaron a llamarse «días del alción», y en ellos nunca había tormentas, por lo que esta ave se convertiría en símbolo de la tranquilidad. La versión de Hesíodo y Apolodoro nos dice que la pareja, llevada por su vanidad, se atrevió a equipararse a Zeus y Hera. Por este sacrilegio, Alcíone fue transformada en alción (ἀλκυών), y Ceix en somormujo (κήϋξ).

## Ceix y Heracles
Otro personaje de la mitología lleva el nombre de Ceix e incluso se le hace rey también de Traquis, pero es un personaje vinculado a otra tradición y consanguíneo de Heracles. Este Ceix recibió una vez a Heracles, y más adelante a los hijos de Heracles, que huían de él. Aunque ninguna fuente describe su filiación, se dice que era sobrino de Anfitrión (y por lo tanto hijo de Anaxo o Perimede, la esposa de Licimnio). Otros dicen que Heracles construyó Traquis para él, pero lo cierto es que Heracles se ganó la amistad de Ceix contra el rey Euristeo. Se le atribuyen al menos dos hijos: Hípaso e Hilas; y una hija: Temistónoe, que se desposó con Cicno. El desdichado Hípaso murió acompañando a Heracles en su campaña contra el rey Éurito de Ecalia.